# Alexander Martynyuk
Alexander Martynyuk (en ruso: Александр Акимович Мартынюк; Moscú, RSFS de Rusia; 11 de septiembre de 1945 – 16 de noviembre de 2022) fue un jugador ruso de hockey sobre hielo; dos veces campeón mundial y una vez campeón europeo y que jugaba en la posición de atacante.

## Carrera
En el club Spartak jugó en los tres atacantes junto a Vladimir Shadrin y Alexander Yakushev. El trío se convirtió en el más productivo en el campeonato de la URSS de 1972/73 habiendo marcado 72 goles entre los tres. Además, Alexander Martynyuk en la clasificación individual según el sistema de "gol + pase" se convirtió en el segundo anotador del torneo, Vladimir Shadrin el cuarto, y Alexander Yakushev el sexto.
En los campeonatos de hockey sobre hielo de la URSS, jugó 410 partidos y marcó 212 goles. En los campeonatos mundiales de hockey, jugó 19 partidos, anotó dieciséis goles. Miembro de la Super Serie-72 con profesionales canadienses (jugó un partido).

### Club
| Periodo | Club                 |
| ------- | -------------------- |
| 1963-65 | Krylya Sovetov Moscú |
| 1965-77 | HC Spartak Moscú     |
| 1977-80 | EC Kapfenberg        |

### Selección nacional
Fue dos veces campeón mundial y una vez campeón europeo. En los campeonatos mundiales de hockey, jugó 19 partidos, anotó 16 goles. Es miembro de la Super Serie-72 con profesionales canadienses (jugó un partido). Alexander Martynyuk es el poseedor del récord de la cantidad de goles marcados por la selección nacional en un partido oficial: en el juego con la selección alemana en la Copa del Mundo de 1973 anotó ocho goles.

## Vida personal
Su esposa Lyudmila murió en 2004. El hijo mayor Alexander era piloto de aviación civil, ahora trabaja en el Comité de Aviación Interestatal. El más joven, Denis, era jugador de hockey, pero su carrera como jugador fracasó. En 2008, murió de un infarto a la edad de 29 años.

## Logros

### Selección
- Campeón del Mundo (2): 1971 y 1973
- Campeón de Europa (1): 1973

### Club
- Campeón de la URSS (3): 1967, 1969, 1976
- Campeón de la Copa de la URSS (2): 1970 y 1971

### Individual
- Miembro de la Súper Serie-72
- Maestro de los Deportes de la URSS 1973
- Miembro del Salón de la Fama del Hockey sobre Hielo de Rusia en 1973